# لانژومرک-پوئلکپل
شهر لانژومرک-پوئلکپل (به فرانسوی: Langemark-Poelkapelle) در شهرستان ایپر در استان فلاندری غربی در منطقه فلاندری در کشور بلژیک واقع شده‌است.

## نگارخانه

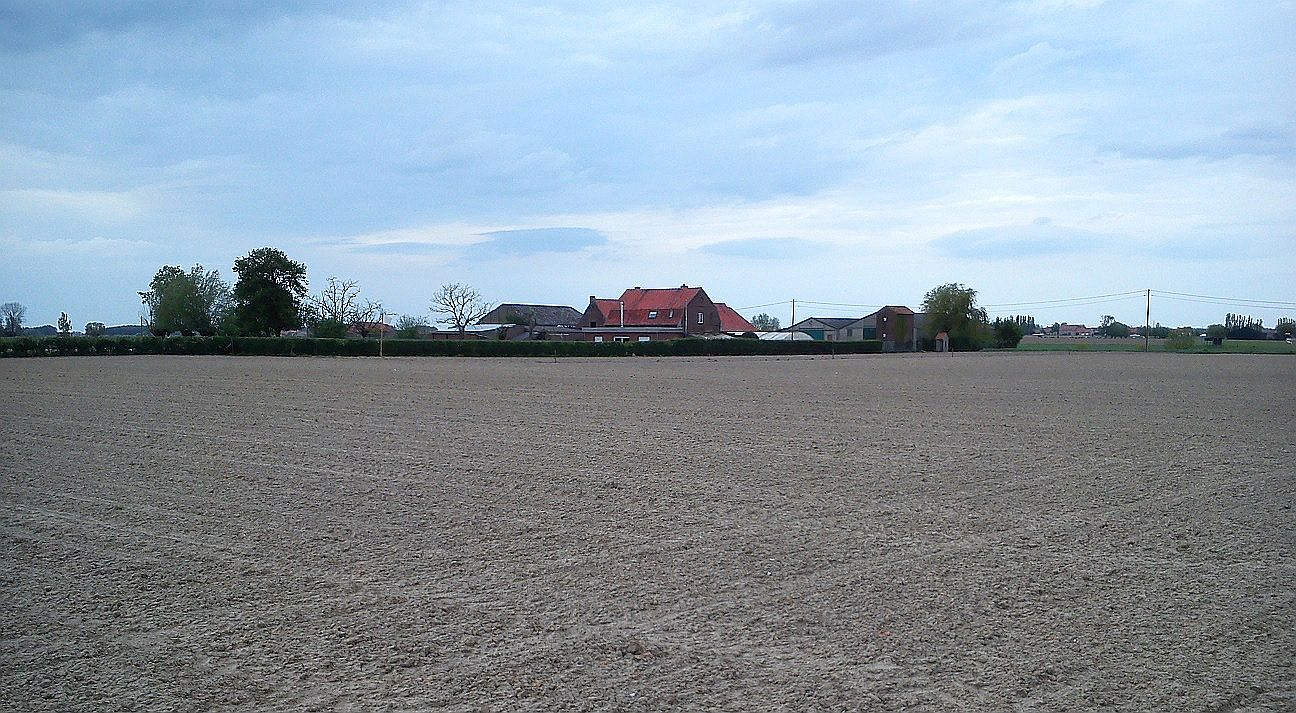
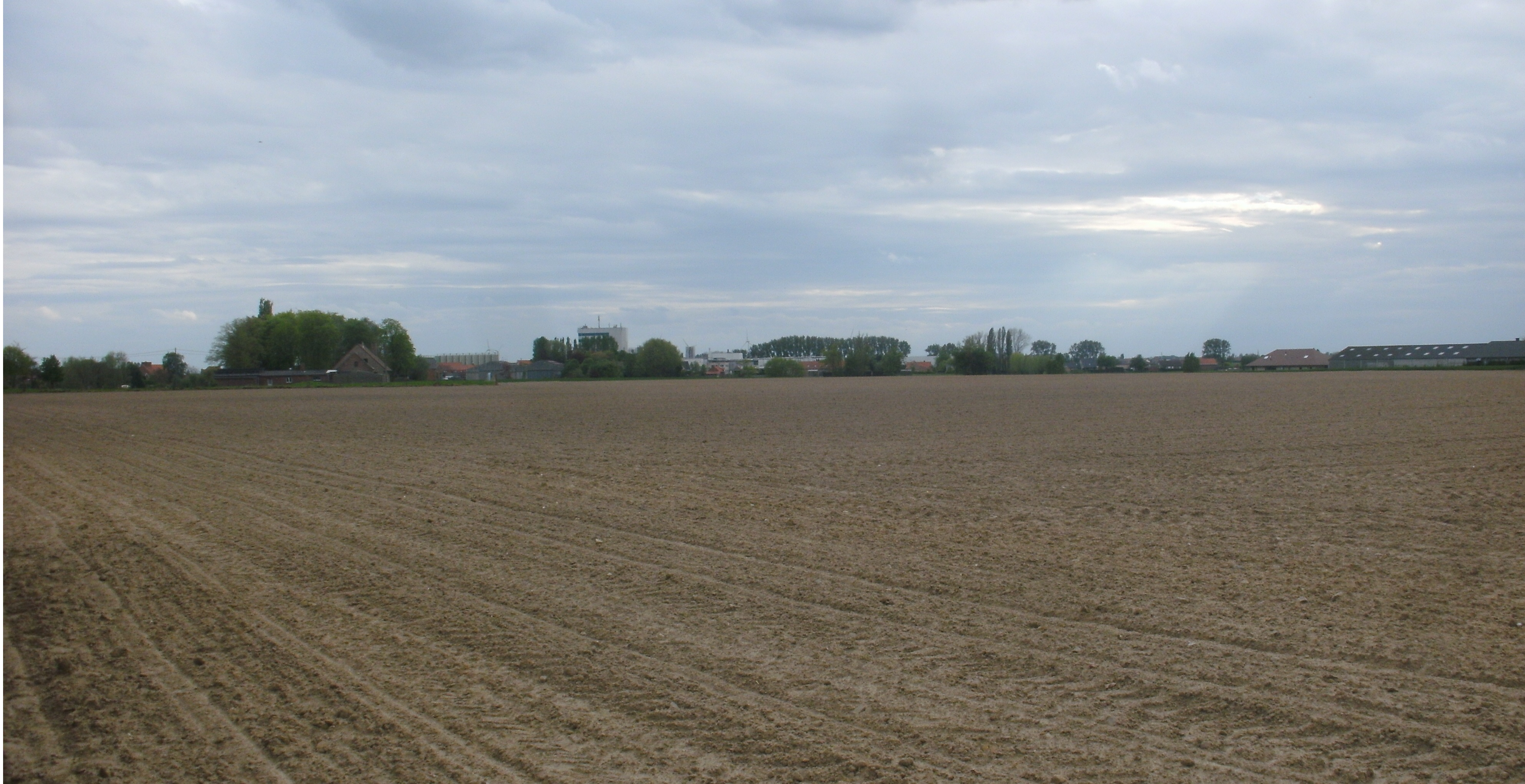
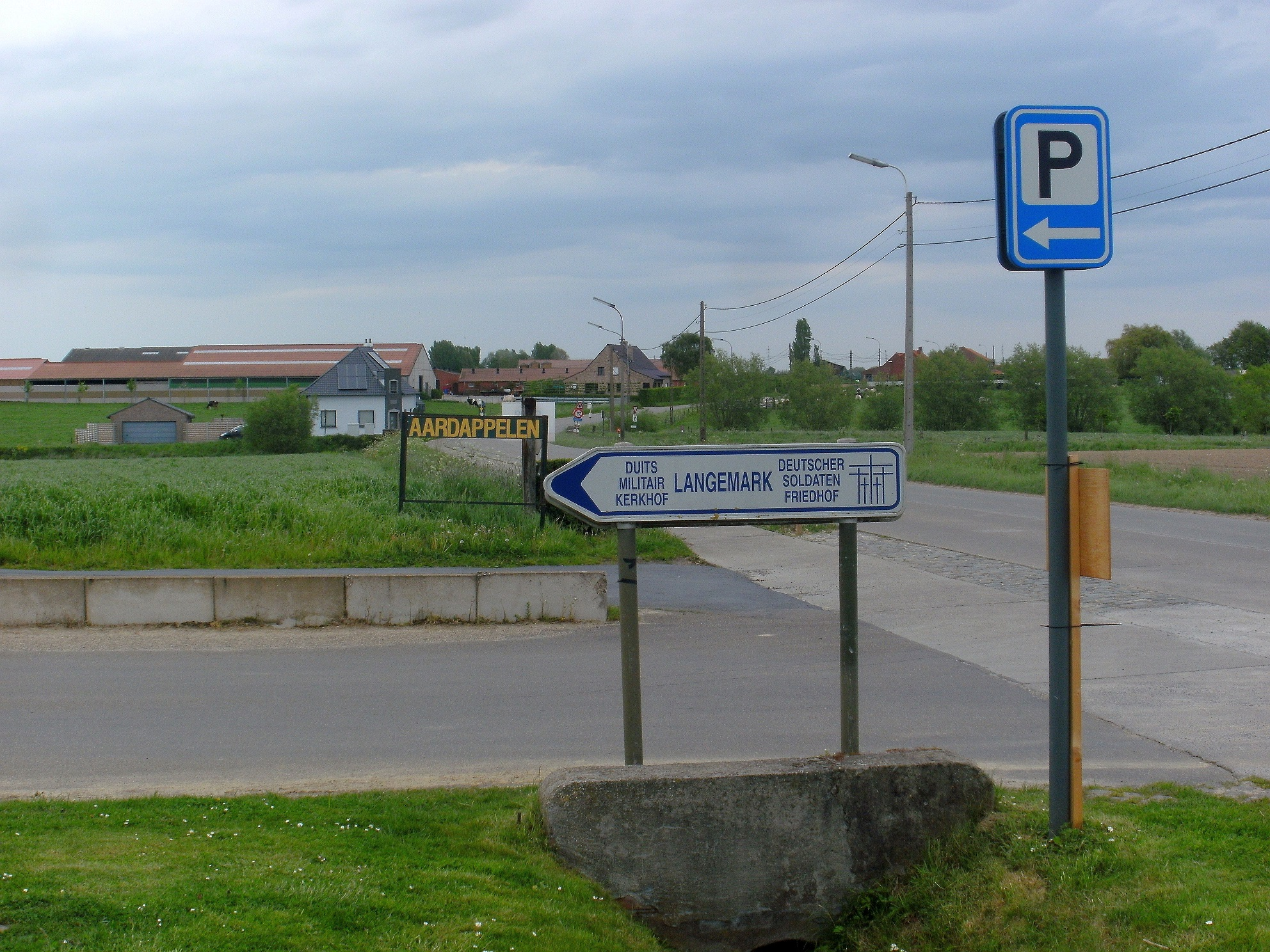